# La Famiglia degli Ortega (album)
La Famiglia degli Ortega è l'unico album in studio dell'omonimo gruppo rock progressive italiano.

## Il disco
Nonostante sia molto influenzato dal folk, il disco è molto apprezzato da fan e collezionisti del rock progressivo.
Il disco, distribuito in vinile alla sua uscita, non è mai stato ristampato in questo formato, ma nel 1996 è stato ristampato in CD.

## Tracce
1. Arcipelago (Ovvero Una Recita A Teatro) - 4:23
2. John Barleycorn / Due Aquile - 5:54
3. Guida La Mia Lancia - 3:50
4. Merryon - 3:38
5. Una Vecchia Corriera chiamata "Harry Way" - 3:35
6. Inversione dei Fattori - 5:22
7. Sogno di Parigi - 4:48
8. Awamalaia - 3:35

## Formazione
- Isabella Lombardi (voce)
- Pierfranco Ledda (voce)
- Alberto Canepa (voce, percussioni)
- Gianni Martini (chitarra, voce)
- Bruno Biggi (chitarra)
- Ruben Ortega (chitarra, percussioni)
- Nestor Ortega (chitarra, percussioni)
- Giorgio Buganza (basso)
- Iolanda Andreoli (cori)
- Gianna Ducci (cori)
- Delia Ducci (cori)
- Emily (cori)